# PALOP
PALOP (Países Africanos de Lengua Oficial Portuguesa) es un acrónimo que designa a los países africanos cuya lengua oficial es el portugués (del portugués Países Africanos de Língua Oficial Portuguesa). Es un grupo formado por seis países lusófonos africanos en el año 1996, cinco de los cuales fueron colonias de Portugal en África, que obtuvieron su independencia entre 1974 y 1975 y el otro es Guinea Ecuatorial, que en 2007 adoptó el idioma portugués como una de las lenguas oficiales del país.
Esta comunidad de países pertenece, a su vez, a la Comunidad de Países de Lengua Portuguesa (CPLP), y ha firmado protocolos de intercambio con Portugal en los campos de la cultura, la educación, el fomento y la conservación de la lengua portuguesa.

## Miembros
- Angola (idiomas: portugués y lenguas bantúes).
- Cabo Verde (idiomas: portugués y criollo caboverdiano).
- Guinea-Bisáu (idiomas: portugués, criollo de Guinea-Bisáu, Balanta-Kentohe, Fula, Mandinka, Manjak).
- Mozambique (idiomas: portugués). En este país se hablan diversas lenguas nativas, todas de la gran familia de lenguas bantúes, las principales de las cuales son: macua, hablada por el 26,3 % de la población, tsonga (11,4 %), elomwe (7,9 %), shona, ronga, echuwabo, ñanya, chope, bitonga, sena, ñungwe, ekoti, ciyao, maconde y mwani. También, en el norte del país se habla suajili).
- Santo Tomé y Príncipe (idiomas: portugués y fang).
- Guinea Ecuatorial (idiomas: español y francés). Entre los idiomas autóctonos, se hablan el fang, el bubi y otras lenguas bantúes. El portugués es una lengua oficial por intereses económicos y comerciales, pero no es hablada por la población, más que en la relativamente menor y recoleta isla de Ambô, en su forma criolla y de manera totalmente bilingüe, en su ámbito de habla insular.
- En 2007, Timor Oriental, país situado en el sureste del Pacífico, se convirtió en sexto miembro del grupo, que pasó a denominarse PALOP y Timor Oriental (PALOP-TL).